# Ludisia discolor
Espèce
Ludisia discolor, appelé en anglais jewel orchid, est une espèce de plantes à fleurs de la famille des Orchidaceae (les orchidées) originaire de Malaisie, Indonésie et Birmanie. C'est une orchidée terrestre, ce qui signifie qu'elle grandit dans le sol ou milieux similaires. Dans leur environnement naturel, ces orchidées peuvent être trouvées poussant dans les sols de forêt. Elles sont connues pour leur feuillage, à l'aspect de velours, des feuilles d'un marron intense avec des nervures rouges.

## Synonymes
- Haemaria discolor
- Goodyera discolor

## Variétés
Il existe deux variétés :
- Ludisia discolor alba, une variété albinos
- Ludisia discolor nigrascens, une variété connue sous le nom de "black velvet."

## Culture
Elle fleurit généralement de décembre à février (hiver - début du printemps). Les fleurs sont blanches avec un gynostème jaune et torsadé. Les fleurs individuelles sont petites mais poussent en groupe sur un pédoncule vertical. Les fleurs s'ouvrent à tout moment entre décembre et février et durent un mois ou plus.
L'espèce Ludisia discolor tolère un environnement tempéré à tropical. Elle a besoin de beaucoup d'humidité et de chaleur. À cause de cette préférence de température, elle peut pousser en pot ou en terrarium.
Une lumière faible à moyenne est idéale : elle supporte une lumière extrêmement faible, mais craint une exposition trop directe au soleil.
Les "orchidées bijoux" sont terrestres et préfèrent aussi une part égale de sol et de mousse de tourbe, avec de la perlite en additif de drainage.

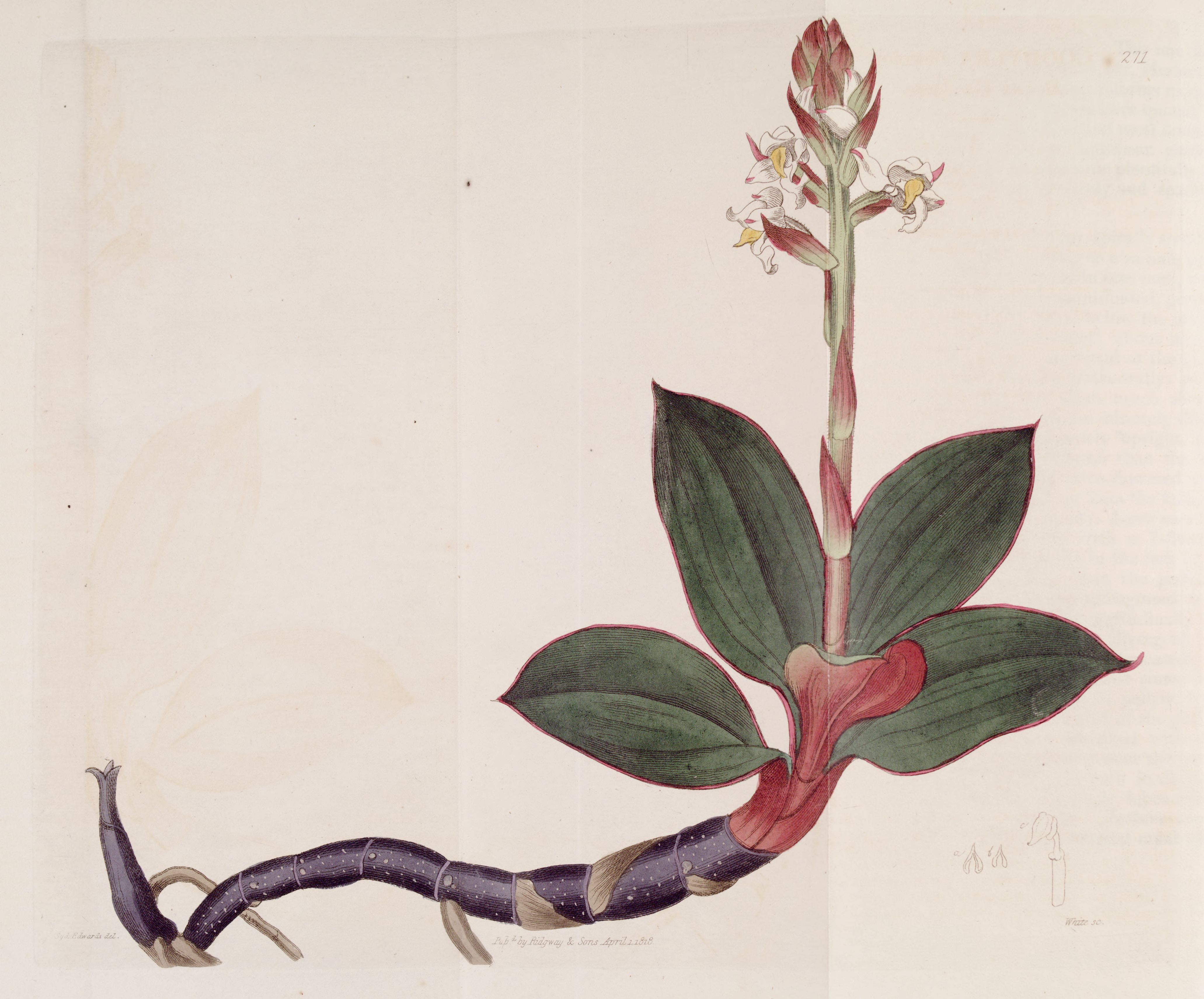
Planche issue de The Botanical Register vol.4 de Sydenham Edwards (1768-1819) : Ludisia discolor (sous le nom de Goodyera discolor)